# Procaviopsylla isidis
Procaviopsylla isidis är en loppart som först beskrevs av Rothschild 1903.  Procaviopsylla isidis ingår i släktet Procaviopsylla och familjen husloppor. Inga underarter finns listade i Catalogue of Life.